# Qolī Qolī
Qolī Qolī (persiska: قلی قلی) är en ort i Iran.   Den ligger i provinsen Kermanshah, i den västra delen av landet, 500 km väster om huvudstaden Teheran. Qolī Qolī ligger 975 meter över havet och antalet invånare är 728.
Terrängen runt Qolī Qolī är huvudsakligen kuperad, men åt nordost är den bergig.Runt Qolī Qolī är det ganska glesbefolkat, med 38 invånare per kvadratkilometer. Närmaste större samhälle är Gīlān-e Gharb, 14,9 km sydväst om Qolī Qolī. Omgivningarna runt Qolī Qolī är i huvudsak ett öppet busklandskap.